# Leluchów

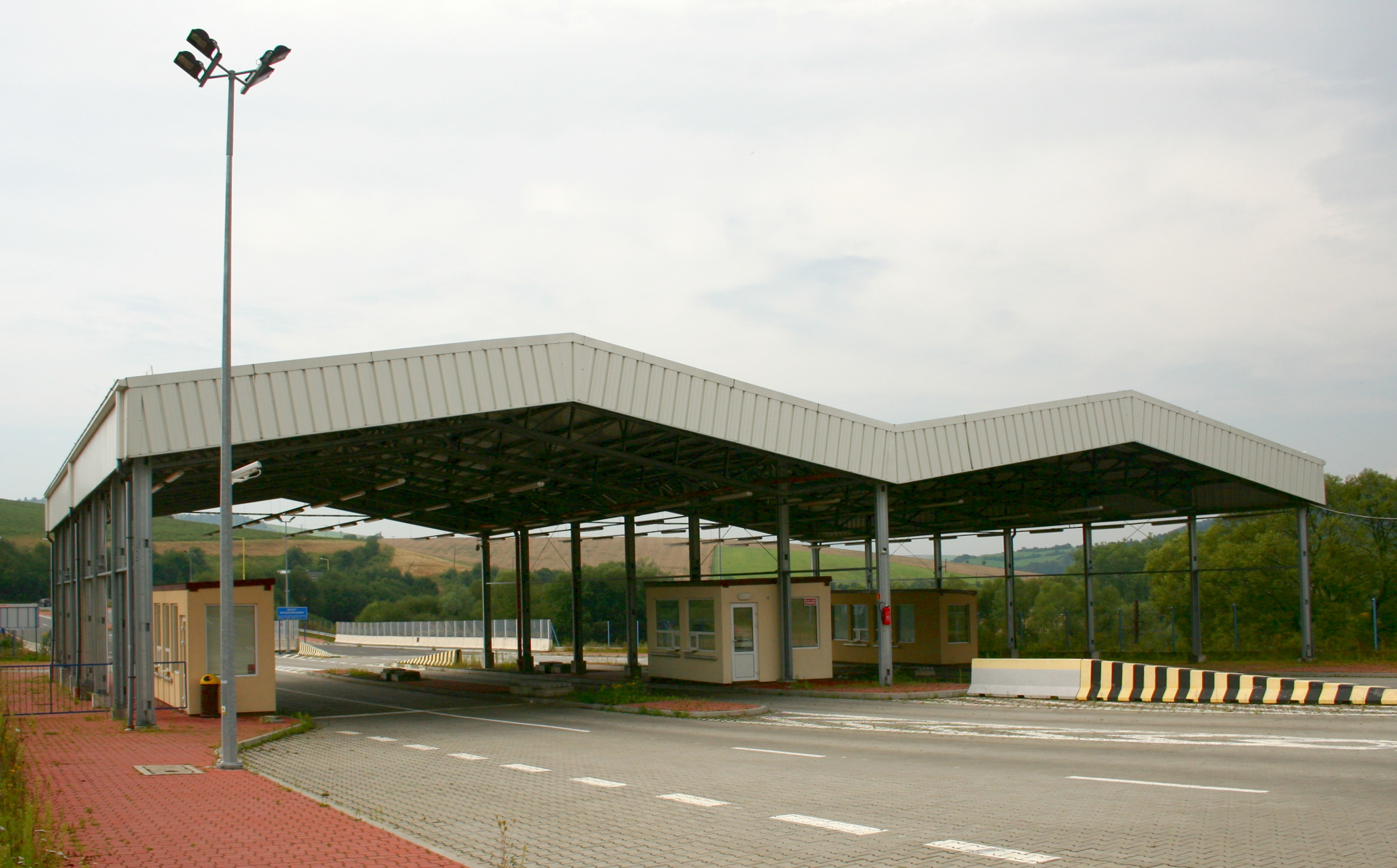
Widok przejścia granicznego od strony polskiej w 2008 roku

Leluchów (j. łemkowski Лелюхів) – wieś w Polsce położona w województwie małopolskim, w powiecie nowosądeckim, w gminie Muszyna. W latach 1975–1998 miejscowość administracyjnie należała do województwa nowosądeckiego.
Na jej terenie znajduje się cerkiew pw. św. Dymitra z 1861 roku z zachowanym wyposażeniem z XIX wieku. Cerkiew jest siedliskiem podkowca małego, nietoperza zagrożonego wyginięciem w Europie (kolonia liczy ok. 135 osobników).
Jest ważnym punktem na szlaku turystycznym wiodącym przez Beskid Niski.
Miejscowość jest również znana z piosenki Starego Dobrego Małżeństwa pt. Leluchów, do słów autorstwa Adama Ziemianina.

## Historia
18 sierpnia 1876 roku przekazano do użytku linię kolejową nr 96 relacji Tarnów – Tuchów – Stróże – Nowy Sącz – Leluchów (dł. 145 km). Uzyskała ona połączenie z węgierską linią preszowską. Linia leluchowska miała charakter strategiczny. Było to połączenie transkarpackie – dla handlu i dla transportu wojsk na wypadek wojny z Rosją.

## Zabytki
Obiekt wpisany do rejestru zabytków nieruchomych województwa małopolskiego.
- Cerkiew pw. św. Dymitra, otoczenie, drzewostan.

## Demografia
Ludność według spisów powszechnych w 2009 roku:.
| Rok    | 1900 | 1921 | 1931 | 2002 |
| Liczba | 80   | 69   | 71   | 28   |

| Zwierzęta | Konie | Bydło | Owce | Świnie |
| Liczba    | 5     | 295   | 245  | 68     |

## Szlaki turystyczne
Żegiestów-Zdrój – Pusta Wielka (1061 m) – Runek (1082 m) – Przełęcz Krzyżowa – Krynica-Zdrój – Góra Parkowa (741 m) – Powroźnik – Leluchów